# Catapariprosopa curvicauda
Catapariprosopa curvicauda là một loài ruồi trong họ Tachinidae.